# Aechmea abbreviata
Aechmea abbreviata är en gräsväxtart som beskrevs av Lyman Bradford Smith. Aechmea abbreviata ingår i släktet Aechmea och familjen Bromeliaceae. Inga underarter finns listade i Catalogue of Life.